# Politécnica Warszawska PW-5

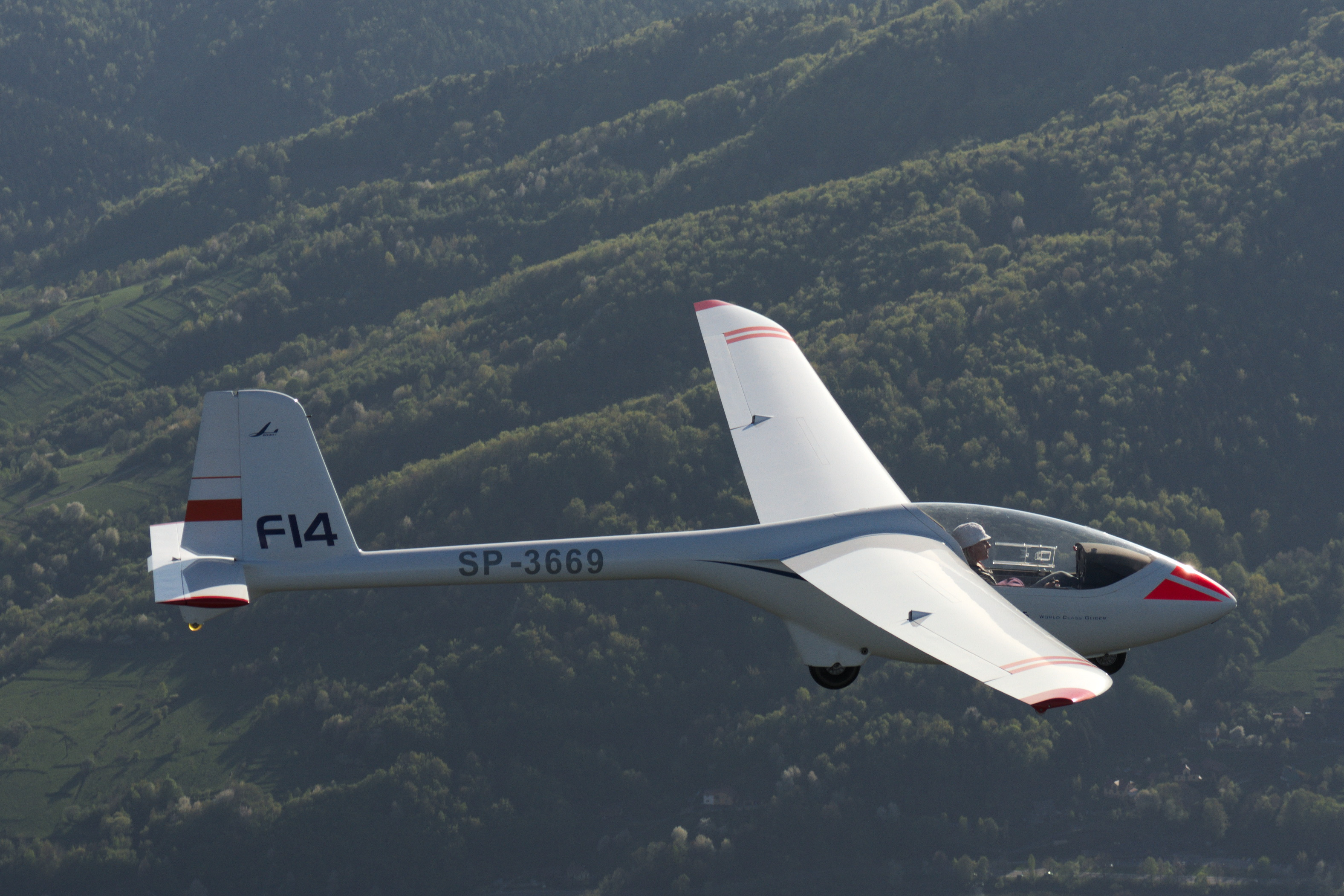
Un PW-5 Smyk volando

El Politechnika Warszawska PW-5 Smyk ( polaco : "pequeño bribón") es un planeador monoplaza diseñado en la Universidad Tecnológica de Varsovia (polaco: "Politechnika Warszawska") y fabricado en Polonia. Es un planeador monotipo de Clase Mundial .

## Desarrollo
El PW-5 fue diseñado y ganó una competencia organizada por la Comisión Internacional de Planeador para un planeador simple y de bajo costo que formaría la base para una nueva clase de competencia, la IGC World Class . A diferencia de otras clases de competición de vuelo, la designación de Clase Mundial garantizaría que todos los pilotos participaran en igualdad de condiciones y que los pilotos no pudieran obtener ventajas gastando grandes cantidades de dinero. El PW-5 fue elegido por unanimidad entre 42 propuestas de diseño en el concurso internacional de diseño World Class del IGC. En noviembre de 1989, el CIG publicó una convocatoria mundial de propuestas. En febrero de 1990, había recibido 84 solicitudes de especificaciones de diseño de 25 países. En agosto de 1990, el CIG había recibido 42 propuestas de diseño de 20 países. En septiembre de 1990, después de revisar las propuestas, muchas de las cuales venían con modelos, el IGC recomendó que 11 diseños de 9 países pasaran al concurso de prototipos. En octubre de 1992, el IGC inspeccionó y probó 6 prototipos de 5 países en Oerlinghausen, Alemania. Después de una mayor revisión y recopilación de datos de fabricación, en la primavera de 1993 el IGC declaró al PW-5, diseñado por un equipo de profesores y estudiantes de la Universidad Tecnológica de Varsovia, el primer planeador de Clase Mundial.
El planeador fue diseñado en la Facultad de Ingeniería Eléctrica y Aeronáutica de la Universidad Tecnológica de Varsovia bajo la supervisión de Roman Świtkiewicz . Fue construido originalmente por PZL en su fábrica de Świdnik y voló por primera vez en 1993. A finales del año 2000, los miembros originales del equipo de diseño de la Universidad Tecnológica de Varsovia y la empresa DWLKK fundaron la nueva empresa privada PZL-Bielsko1. Una nueva fábrica en Bielsko produjo una versión modificada del planeador PW-5 llamada B1-PW-5. 
Debido a que su costo era comparable al costo de los antiguos planeadores de clase Club de mayor rendimiento, no se vendió tan bien como se esperaba y las competiciones de clase mundial tampoco fueron muy populares. En total se han construido menos de 200 PW-5, aunque más de 70 se han exportado a Estados Unidos, donde hay muchos seguidores.

## Diseño
- La estructura es toda de composite de fibra de vidrio- epoxi.
- Las alas tienen un contorno trapezoidal con extremos en forma de arco, montadas al hombro en el  fuselaje, con una estructura monolarguero y cascos tipo sándwich.
- Los aerofrenos, del tipo Schempp-Hirth, se extienden únicamente en la superficie superior del ala.
- Carcasa del fuselaje de estructura monocasco compuesta de fibra de vidrio epoxi, reforzada con marcos.
- Timón cubierto de tela.
- Tren de aterrizaje fijo compuesto por rueda principal detrás del piloto, con amortiguador y freno de tambor, una rueda delantera más pequeña y un patín trasero con una rueda diminuta para evitar rozaduras con el suelo en caso de sobregiro.
- Dos ganchos de remolque, para remolque aéreo y lanzamiento de cabrestante respectivamente.

## Variantes
Actualmente existen dos versiones del PW-5. La versión Bielsko, identificada como B1 PW-5, tiene algunas mejoras relacionadas con la seguridad y el rendimiento:
- Conexión automática de todos los controles al momento del montaje.
- Se avanza la posición del gancho remolque para el lanzamiento del cabrestante. Este cambio fue posterior a un accidente con un cabrestante en Nueva Zelanda.
- Soporte de lastre en la cola para permitir correcciones del centro de gravedad.
- Sonda de energía total en el empenaje vertical.

Hay un proyecto en curso para construir un planeador a motor denominado PW-5M basado en el PW-5.
El PW-5 tiene un derivado biplaza, el PW-6 .

## Especificaciones
Características generales:
- Tripulación: Uno
- Longitud: 6.22 m (20 ft 5 in)
- Envergadura: 13.44 m (44 ft 1 in)
- Altura: 1.86 m (6 ft 1 in)
- Superficie alar: 10.2 m2 (109.8 sq ft)
- Relación de aspecto: 17.71
- Peso en vacío: 190 kg (419 lb)
- Peso Bruto: 300 kg (661 lb)

Rendimiento:
- Velocidad máxima: 220 km/h (140 mph, 120 kn)
- Relación máxima de planeo: 32:1
- Tasa de descenso: 0.65 m/s (128 ft/min)